# SING!!!!!
『SING!!!!!』（シング）は、ゴスペラーズ45枚目のシングル。グループのとして、2014年7月9日にキューンミュージックから発売。

## 概要
前作『ロビンソン/太陽の5人』から約11か月ぶり、デビュー20周年を飾る第1弾シングル。表題曲は、ヒャダインこと前山田健一より提供された楽曲であり、テレビ番組でのゴスペラーズと前山田の共演がきっかけとなりプロデュースすることになった。前山田は「SING!!!!!」ミュージック・ビデオにカメオ出演している。カップリング曲の「Be shiny」は、NEC「LaVie Tab」のCMソングに使用されている。
初回生産限定盤と通常盤の2形態で発売。初回生産限定盤は「SING!!!!!」のミュージック・ビデオとメイキング映像が収録されたDVDが付属している。

## 収録曲

### CD
1. SING!!!!! [4:11]
  - 作詞・作曲・編曲：前山田健一
2. Be shiny [3:24]
  - 作詞：MIZUE／作曲：酒井雄二／編曲：竹本健一

### DVD（初回生産限定盤のみ）
1. SING!!!!! （MUSIC VIDEO）
2. SING!!!!! （making）
3. 祝!ゴスペラーズ デビュー20周年 G20 最強のGOSは誰だ!?「KING OF GOS」選手権〜知力編〜